# Nestor Celestial Cariño

Wappen von Nestor Celestial Cariño als Bischof von Legazpi

Nestor Celestial Cariño (* 8. September 1938 in Malinao; † 24. Mai 2025 in San Juan) war ein philippinischer Geistlicher und römisch-katholischer Bischof von Legazpi.

## Leben
Nestor Celestial Cariño empfing am 31. Dezember 1961 das Sakrament der Priesterweihe für das Bistum Legazpi.
Papst Paul VI. ernannte ihn am 9. März 1978 zum Weihbischof in Legazpi und Titularbischof von Thibiuca. Der Apostolische Nuntius auf den Philippinen, Erzbischof Bruno Torpigliani, spendete ihm am 31. Mai desselben Jahres die Bischofsweihe; Mitkonsekratoren waren Teopisto Valderrama Alberto, Erzbischof von Caceres, und Flaviano Ariola, emeritierter Bischof von Legazpi.
Papst Johannes Paul II. ernannte ihn am 12. August 1980 zum Bischof von Borongan, von diesem Amt trat er am 31. Januar 1986 zurück. Am 11. Juni 2003 wurde er zum Weihbischof in Daet und zum Titularbischof von Acholla ernannt.
Am 1. April 2005 wurde er zum Bischof von Legazpi ernannt. Papst Benedikt XVI. nahm am 7. November 2007 seinen vorzeitigen Rücktritt an.

## Einzelnachweis
1. ↑  Retired Legazpi Bishop Nestor Cariño, former CBCP sec gen, dies at 86. In: cbcpnews.net. 24. Mai 2025, abgerufen am 24. Mai 2025 (englisch).

| Vorgänger                 | Amt                            | Nachfolger             |
| ------------------------- | ------------------------------ | ---------------------- |
| Sincero Barcenilla Lucero | Bischof von Borongan 1980–1986 | Leonardo Yuzon Medroso |
| José C. Sorra             | Bischof von Legazpi 2005–2007  | Joel Zamudio Baylon    |

| Personendaten    | Personendaten                                                         |
| ---------------- | --------------------------------------------------------------------- |
| NAME             | Celestial Cariño, Nestor                                              |
| KURZBESCHREIBUNG | philippinischer Geistlicher, römisch-katholischer Bischof von Legazpi |
| GEBURTSDATUM     | 8. September 1938                                                     |
| GEBURTSORT       | Malinao                                                               |
| STERBEDATUM      | 24. Mai 2025                                                          |
| STERBEORT        | San Juan                                                              |